# Barajul Ladonas
Barajul Ladonas este situat în peninsula Peloponez din Grecia și a fost construit pe râul omonim, în locul numit Pidima, situat la o altitudine de 420 m. Lacul cu o lungime de 15 km, o suprafață de 25 km2 alimentează o hidrocentrală cu o putere maximă instalată de 70 MW.